# Na otwartym sercu
Na otwartym sercu – szósty album studyjny polskiego rapera Kafara. Wydawnictwo ukazało się 29 kwietnia 2022 nakładem wytwórni muzycznej Step Records w dystrybucji Step Hurt.
Album jest utrzymany w stylu muzyki hip-hop. Składa się z wersji standardowej (1 CD).
Płyta dotarła do 6. miejsca polskiej listy sprzedaży – OLiS.

## Lista utworów
Opracowano na podstawie materiału źródłowego.
| Na otwartym sercu – Wersja standardowa | Na otwartym sercu – Wersja standardowa         | Na otwartym sercu – Wersja standardowa |
| Nr                                     | Tytuł utworu                                   | Długość                                |
| -------------------------------------- | ---------------------------------------------- | -------------------------------------- |
| 1.                                     | „Powód”                                        | 2:18                                   |
| 2.                                     | „Na otwartym sercu”                            | 3:45                                   |
| 3.                                     | „Jedna twarz”                                  | 2:49                                   |
| 4.                                     | „Za kraty”                                     | 3:14                                   |
| 5.                                     | „Czuję, że Ty też”                             | 3:18                                   |
| 6.                                     | „Dzwoni PM”                                    | 2:30                                   |
| 7.                                     | „Ludzie czekają na numer” (oraz BugiWTH, INKG) | 4:24                                   |
| 8.                                     | „Bo to mami”                                   | 3:25                                   |
| 9.                                     | „Kompleks Polska”                              | 2:26                                   |
| 10.                                    | „Gdy Bóg odwrócił wzrok”                       | 2:49                                   |
| 11.                                    | „Pod włos”                                     | 3:06                                   |
| 12.                                    | „Przesiąkasz zapachem nocy”                    | 3:15                                   |
| 13.                                    | „NFNC”                                         | 3:53                                   |
| 14.                                    | „Szału nie ma”                                 | 3:06                                   |
| 15.                                    | „Efekt”                                        | 1:47                                   |
|                                        |                                                | 46:05                                  |

## Pozycja na liście sprzedaży

### Pozycja na liście tygodniowej
| Kraj   | Lista (2022)  | Najwyższa pozycja |
| ------ | ------------- | ----------------- |
| Polska | OLiS – albumy | 6                 |